# Ваєнга Олена Володимирівна
Олена Володимирівна Ваєнга (рос. Елена Владимировна Ваенга, справжнє прізвище Хрульова (рос. Хрулёва); 27 січня 1977, Сєвероморськ, Мурманська область) — російська співачка, авторка і композиторка пісень, акторка.

## Життєпис
Народилася 27 січня 1977 року в Сєвероморську (Ваєнга — назва Сєвєроморська до 1951 року), до 16 років жила в селищі В'южний (нині Сніжногорськ) Мурманської області. В наш час[коли?] проживає в Санкт-Петербурзі.
Цивільний чоловік і продюсер — Іван Матвієнко. Дід Олени з боку матері — контрадмірал Північного флоту Василь Семенович Журавель.

## Творча діяльність
Першу пісню «Голуби» написала в 9 років, стала переможцем Всесоюзного конкурсу молодих композиторів на Кольському півострові. Має класичну музичну освіту. Після школи приїхала в Санкт-Петербург, де закінчила музичне училище імені М. А. Римського-Корсакова по класу фортепіано, отримавши диплом педагога-концертмейстера. Факультативно займалася вокалом.
З дитинства мріяла стати акторкою, тому після музичного училища поступила в Театральну академію (ЛГИТМИК) на курс Г. Тростянецького, але провчилася лише два місяці, оскільки її запросили до Москви записувати перший альбом. Альбом був записаний, пісні стали співати Олександр Маршал, Тетяна Тішинська, групи «Стрілки», «Сонечко» та інші відомі виконавці.
Однак московський творчий період тривав лише один рік, після чого повернулася до Петербурга. Тут вона дізналася, що в Балтійському інституті економіки, політики і права на кафедрі театрального мистецтва набирає курс П. С. Вельямінов, і в 2000 пішла вчитися до нього. Закінчивши курс, отримала диплом за фахом «драматичне мистецтво». Свій драматичний талант співачка проявляє в антрепризній виставі «Вільна пара» у парі з однокурсником Андрієм Родімовим (режисер Катя Шімілева).
Концертує з 19 років. Вона — лауреат Санкт-Петербурзького конкурсу «Шлягер года 1998» з піснею «Циган», лауреат конкурсу «Достойная песня 2002». Учасник концертів-фестивалів «Весна романса» в БКЗ «Октябрьский», «Вольная песня над вольной Невой», «Невський бриз». Давала сольні концерти в ДК імені М. Горького, багато гастролює по країні. Щорічно з нагоди свого дня народження в кінці січня дає концерти в БКЗ «Октябрьский» (Санкт-Петербург).
У 2009 отримала свій перший приз «Золотой граммофон» за пісню «Курю».
У 2010 вдруге отримала премію «Золотой граммофон» за пісню «Аэропорт». У цьому ж році Олена Ваєнга вперше стала лауреатом фестивалю «Пісня року», виконавши пісню «Абсент».
12 листопада 2010 року Олена Ваєнга дала перший за свою концертну діяльність сольний концерт у Державному Кремлівському Палаці. Телетрансляція концерту пройшла на Першому каналі 7 січня 2011 року.
Написала близько 800 пісень. Північ і його простори стали одним із лейтмотивів її творчості. У репертуарі співачки — власні пісні, старовинні російські романси, сучасні романси, балади, народні пісні.

## Санкції
Ваєнга Олена за підтримку Путінського режиму, та розповсюдження матеріалів, які містять таку інформацію, чим підривають демократичні процеси та інституції в Україні додана до санкційних списків.
6 січня 2023 року додана до санкційних списків України.

## Дискографія
- 2003 — Портрет
- 2003 — Флейта 1
- 2004 — Флейта 2
- 2005 — Белая птица
- 2006 — Шопен
- 2007 — Absenta
- 2007 — Дюны
- 2007 — The Best
- 2008 — Клавиши

## Концерти на DVD
- 2007 — Концерт на день народження (DVD5 + 2 CD)
- 2009 — Концерт «Желаю солнца» (2 DVD5)